# Château de Sospel
Le château de Sospel est un château fort du XIIIe siècle dont les vestiges se dressent sur la commune de Sospel dans le département des Alpes-Maritimes et la région Provence-Alpes-Côte d'Azur.
Les vestiges du château font l’objet d’une inscription au titre des monuments historiques par arrêté du 6 juin 1933.

## Situation
Les ruines du château de Sospel sont situés dans le département français des Alpes-Maritimes sur la commune de Sospel.

## Historique
L'habitat s'est d'abord développé sur une hauteur entre le Merlanson et la Bévéra, puis s'est développé vers la Bévéra.
Sospel a été entouré d'une enceinte dès les environs de 1230. Sospel faisait alors partie du comté de Vintimille. Le comte Guillaume IV a résisté à un siège de Vintimille par les Génois à partir de 1219. Il est secouru par Raimond Bérenger V en 1220. Le comte de Vintimille a dû abandonner Vintimille qui est prise par les Génois le 8 septembre 1222.
La ville va être liée aux engagements des comtes de Vintimille vis-à-vis de la république de Gênes, puis avec les comtes de Provence. En 1232, la ville a dû s'engager auprès du podestat de Vintimille de démolir ses remparts quand la république de Gênes l'exigerait.
Guillaume VI, comte de Vintimille, fils de Guillaume IV, traite avec Charles Ier pour lui, ses frères et ses enfants, le 19 janvier 1257. Il lui cède les biens dans le comté de Vintimille et le val de Lantosque contre des biens en Provence jusqu'à concurrence de 5000 sols de revenus annuels. Le 28 mars 1258 est signé le traité de Lucéram par lequel les comtes Boniface et Georges de Vintimille vendent Breil, Saorge et autres fiefs au comte de Provence. Le comte de Vintimille s'est alors mis sous la suzeraineté du comte de Provence.  Guillaume-Pierre Ier de Vintimille, fils de Guillaume IV et frère de Guillaume VI, est seigneur de Tende et de La Brigue.
En 1307, un acte de Charles II d'Anjou, comte de Provence, daté du 26 janvier 1307, fixe la division administrative de la Provence. Il indique que le sénéchalat comprend les vigueries de Marseille, Hyères, Draguignan, Grasse, Nice, les bailliages de Toulon, Saint-Maximin, Brignoles, Puget-Théniers et le comté de Vintimille. Ce dernier bailliage ou viguerie est nommé Vicaria comitatus Vintimilii et vallis Lantusce. Il comprend les villes de Saorge, Breil, Pigna, La Roquette, Peille, Lucéram, Belvédère, La Bolène, Lantosque, Utelle, Roquebillière, Saint-Martin, La Tour, le val de Bloure avec Saint-Dalmas, La Roche et Bollène. Le siège de la viguerie est à Sospel où doit se réunir le parlement du comté. Les représentants de la viguerie ont plusieurs fois protesté contre la difficulté de réunir ce parlement. Ce droit est renouvelé par les comtes de Provence en 1312, 1347 et 1382.
En 1333, cette enceinte est modeste parce qu'elle est déclarée discopertum par le clavaire.
Le château est remis en état en 1358 par la cour comtale. En 1376, le comte de Provence affecte le château de Castillon à  la défense de Sospel. 
En 1383, les remparts sont relevés et développés. C'est le temps de l'affrontement entre deux branches de la famille d'Anjou pour reprendre le comté de Provence à la suite de la mort de la reine Jeanne.
Cette enceinte est encore en bon état en 1556.